# سیارک ۱۱۳۵۲
سیارک ۱۱۳۵۲ (به انگلیسی: 11352 Koldewey، نامگذاری:1997WP22) یازده هزار و سیصد و پنجاه و دومین سیارک کشف شده‌است که در ۲۸ نوامبر ۱۹۹۷ کشف شد.
قدر مطلق سیارک برابر ۳۲.۳ است.